# 北美英语
北美英语（英語：North American English）是指美国和加拿大所使用的英语的最广泛通用变体。由于两国有着相关的历史和文化背景，加上美式英语和加拿大小语种在发音（口音）、词汇和语法上的相似性，常常将这两种口音归为同一类。加拿大人通常对英式和美式拼写都表现出宽容，英式拼写（例如colour）在正式场合和加拿大的印刷媒体中更为偏好；而对于某些其他单词，美国拼写则更为常见（例如tire而非tyre）。
美国革命（1775年—1783年）期间逃离的大英帝国支持者使用的美国英语方言对加拿大英语从其早期起源就产生了重大影响。一些北美英语词汇几乎仅在加拿大和美国使用（例如diaper和gasoline这两个词在加拿大和美国广泛使用，而不是nappy和petrol）。虽然许多来自北美以外地区的英语使用者认为这些词是典型的美式用语，但在加拿大这些词同样普遍，主要由于美国的大规模跨境贸易和文化渗透的影响。如果考虑到地区性的加拿大方言，尤其是在大西洋省份和温哥华岛的部分地区，那里仍然保留着大量的英国文化影响，词汇的差异会更为明显。
在美国和加拿大的不同地区存在着相当多的不同口音。在北美，来自英国、苏格兰、爱尔兰以及不列颠群岛其他地区的移民的英语方言在17和18世纪时开始交融。这些方言在新的移民浪潮以及北美大陆上人们的迁徙过程中逐渐发展、积累、融合成新的方言，并与逐渐固化的美国方言混合、同化，形成了18世纪中期的主要英语方言。